# هانكوك 12 ساعة الكويت
هانكوك 12 ساعة الكويت هو سباق السيارات الرياضية وسباقات سيارات السياحة من فئة سباقات قدرة التحمل أُقيم في مدينة الكويت لرياضة المحركات.

## التاريخ
أُدرجت النسخة الافتتاحية من السباق ضمن الموسم الأول من بطولة الشرق الأوسط 2022–23 وكانت الجولة الافتتاحية. أعلنت كريفنتك عن التوصل لاتفاق لإقامة السباق مجددًا في العام التالي كأول فعالية في موسم بطولة الشرق الأوسط 2023–24، مع تأكيد إقامة نسخة عام 2024 كجزء من عقد لمدة ثلاث سنوات. ومع ذلك، عند إعلان جدول بطولة الشرق الأوسط 2024–25، لم يظهر الحدث ضمن السباقات.

## الفائزون بالسباق
| السنة | السائقون                                       | الفريق    | السيارة            | ملاحظات |
| ----- | ---------------------------------------------- | --------- | ------------------ | ------- |
| 2023  | تشارلز إسبنلوب جو فوستر شاين لويس تشارلز بوتمن | CP Racing | مرسيدس-AMG GT3 Evo | 363 لفة |
| 2022  | تشارلز إسبنلوب جو فوستر شاين لويس تشارلز بوتمن | CP Racing | مرسيدس-AMG GT3 Evo | 323 لفة |